# Křídlo letadla

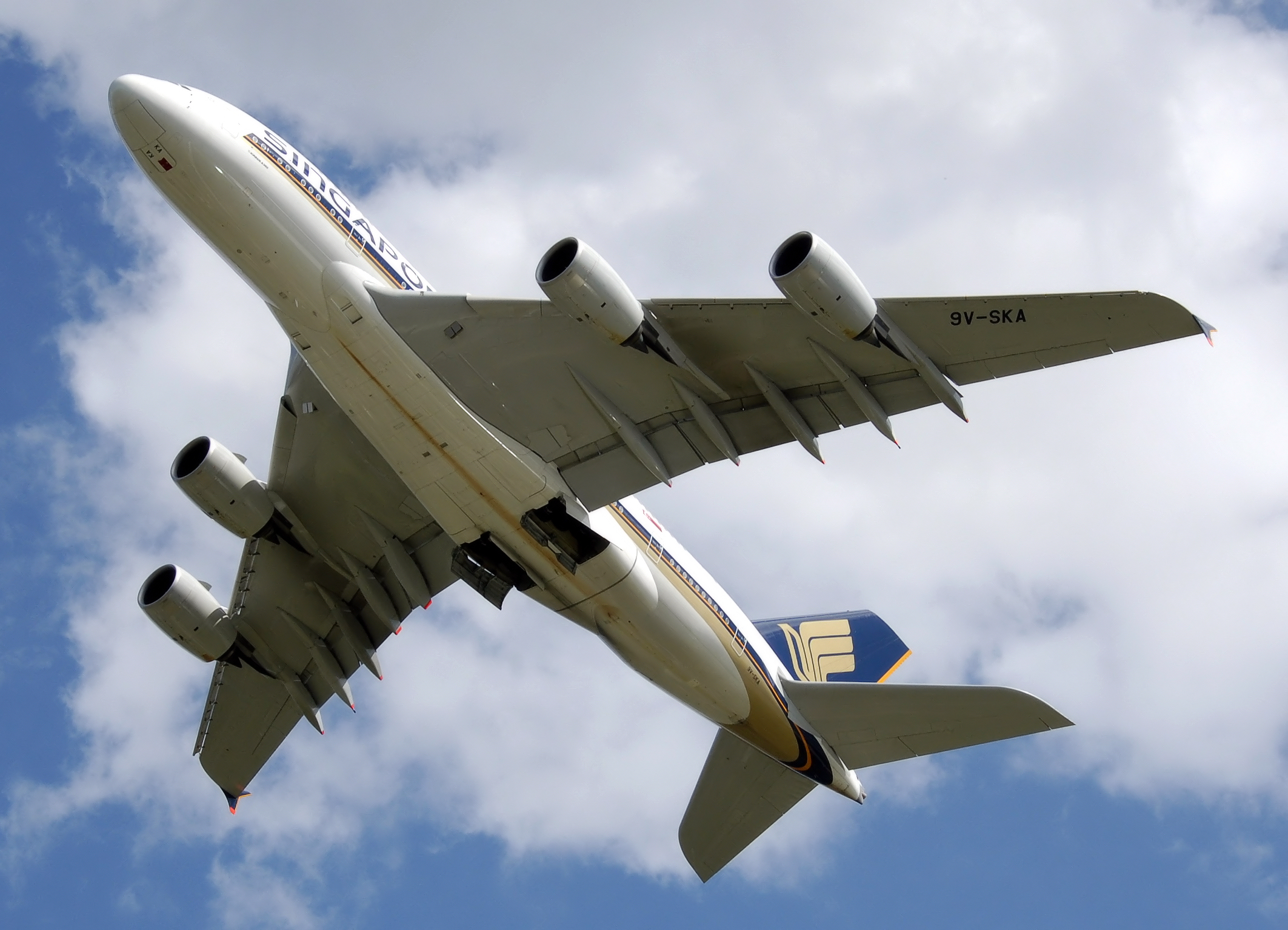
A380 při vzletu

Křídlo letadla je hlavní nosná plocha, na níž se při pohybu vytváří největší část vztlaku. Jelikož jsou všechna letadla těžší než vzduch, proto podstatnou částí letadel jsou křídla. Záleží na jejich uspořádání, tvaru, profilu i konstrukci. Křídlo letounu má po celém rozpětí určitý tvar průřezu, profil. O křídlech pak mluvíme především u letadel, ale podobné principy platí i u rotorů vrtulníků, vrtulí, nebo třeba lopatek turbín.

## Fyzikální funkce
Vztlak na křídle vzniká jako silová reakce na obtékání, což lze zviditelnit proudnicemi – pohybující se křídlo vychyluje okolní medium tak, že je nucené obtékat ho rozdílnými rychlostmi. V místech s vyšší rychlostí vzniká podtlak oproti protilehlé ploše na opačné ploše čímž na křídlo jako reakce působí rozdíl tlakových sil, u letadla směrem vzhůru. Na náběžné hraně křídla se vzduch rozděluje a na odtokové hraně se proudnice zase spojují. Profil musí být navržen tak, aby při obtékání nevznikaly zbytečné víry, protože na jejich vznik je mařena energie. Spojnice krajních bodů profilu (na náběžné a odtokové hraně) se nazývá tětiva profilu. Tětiva profilu svírá s podélnou osou letadla úhel náběhu, který se na vytváření vztlaku podstatně podílí, fakticky mění funkci obtékání profilu.
U šípovitých křídel je obtékaný profil tenčí, než je reálný profil v ose křídla. Vede to ovšem k odchýlení proudění od osy letadla, čemuž se někdy brání plechovými přepážkami – aerodynamickými plůtky na svrchní ploše. Na koncích křídel vznikají různé víry. Na čistém křídle je to hlavně přetokový vír. Ten vzniká přetokem vzduchu přes konec křídla z oblasti s vyšším tlakem (pod křídlem) do oblasti nižšího tlaku nad křídlem. To zmenšuje efektivní rozpětí křídla (oblast obtékaná vírem nevytváří vztlak) a zároveň to znamená ztrátu energie a zvýšený odpor křídla. U modernějších konstrukcí se tomuto jevu brání winglety – malými pomocnými aerodynamickými plochami na konci křídel. U starších konstrukcí také pomáhá např. umístění aerodynamických vřeten, nebo významné zúžení hloubky křídla.

## Uspořádání křídel

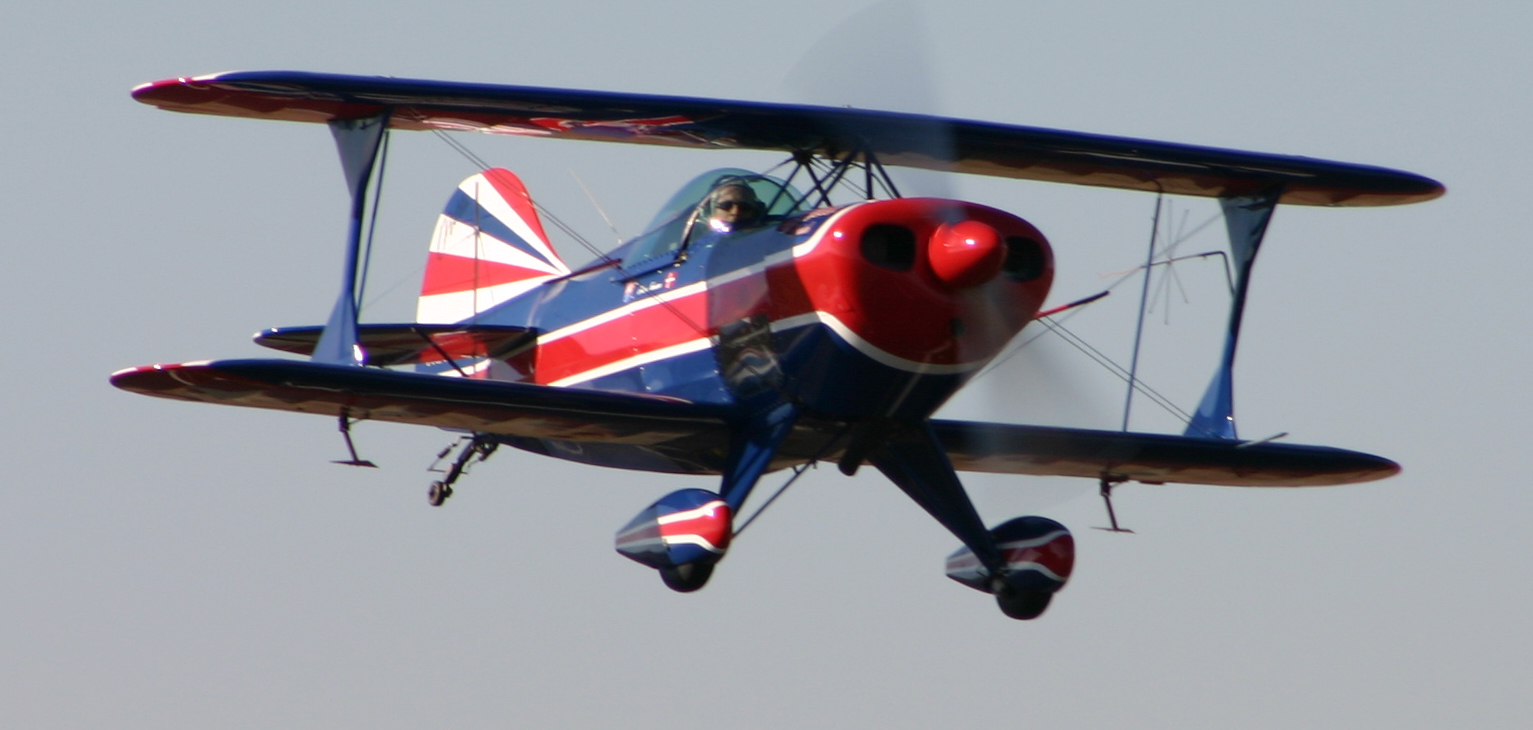
Dvouplošník Pitts S1S

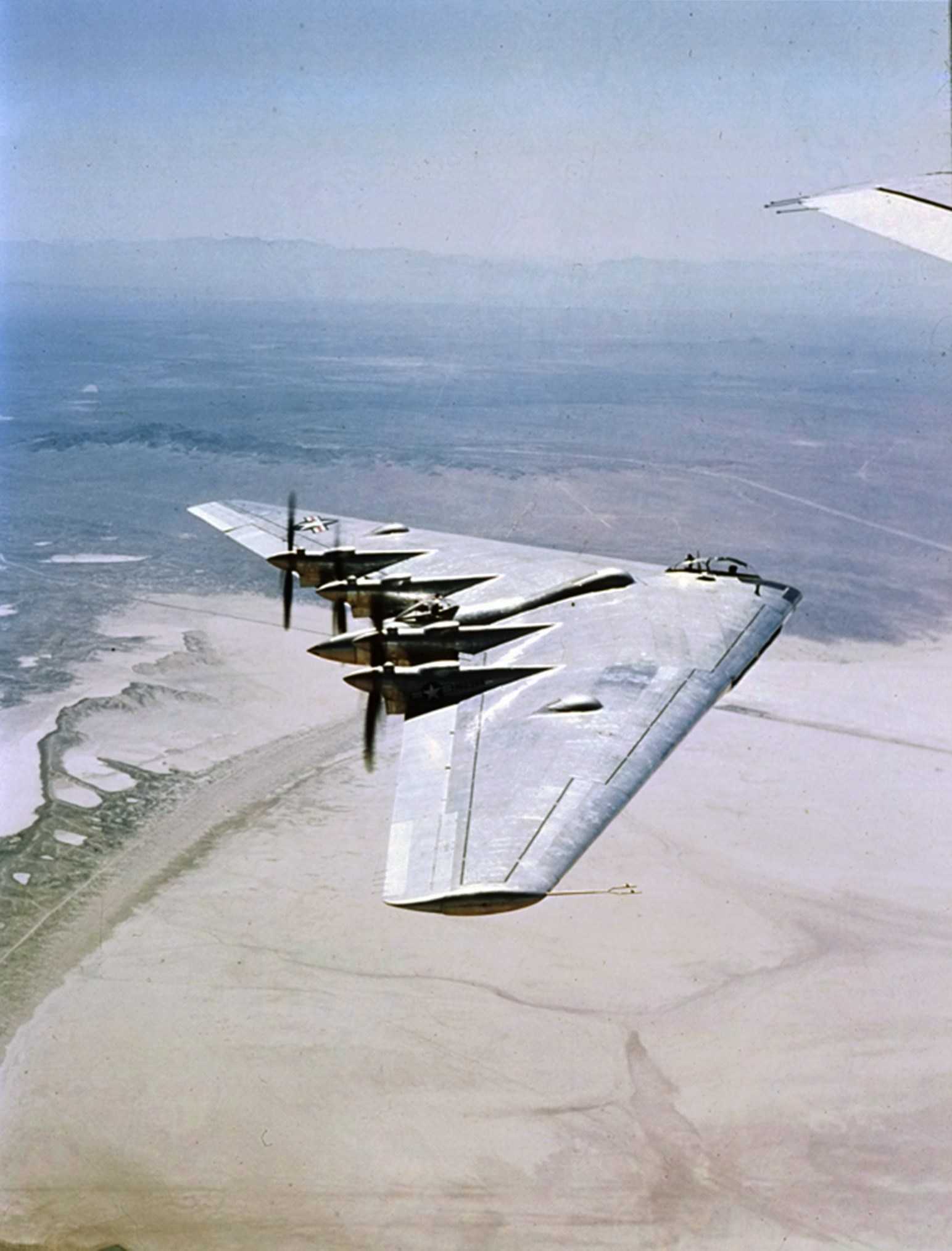
Samokřídlo Northropp XB-35

V půdorysu letadla jsou křídla nejčastěji umístěna kolmo na trup a symetricky vůči němu, a to v principu tak, aby osa křídel procházela mírně za letovým těžištěm letadla. Na zadním konci trupu jsou pak menší ocasní plochy, konkrétně vodorovné ocasní plochy, které negativním vztlakem přesazení křídla vůči těžišti vyvažují. Tím ovšem dochází k určité ztrátě efektivity. K odstranění této nevýhody se užívá obrácené uspořádání s menšími plochami vpředu a hlavními vzadu nazývané kachna. U té se na vztlaku podílejí obě plochy. Pro vysoké rychlosti se často volí deltová křídla, které sahají až ke konci trupu a kde odtoková hrana křídla nahrazuje vodorovné ocasní plochy. Řada konstruktérů experimentovala se samokřídlem, které žádný trup nemá a i užitečný náklad je umístěn v křídle.
V počátcích letectví, kdy nebyly k dispozici dostatečně pevné materiály, se konstruktéři snažili plochu křídel zvětšit dvojplošným uspořádáním, nebo i víceplošným: Umísťovali nad sebe dvě podobná křídla, někdy stejně dlouhá, někdy bylo dolní křídlo kratší, výztuhy pak vytvořily dostatečně pevnou konstrukci. Výjimečně se objevila i konstrukce se třemi křídly nad sebou. Hlavní nevýhodou dvojplošníků je větší čelní odpor, který omezuje dosažitelnou rychlost  při daném výkonu. Vzpěry také narušují proudění a zmenšují tak efektivní rozpětí křídel. Proto se zhruba od 30. let 20. století trvala snaha dvojplošníky opustit a postupně je téměř úplně nahradily jednoplošníky, většinou samonosné celokovové konstrukce, která nevyžaduje žádné vzpěry.
Pokud jde o výškové umístění křídel vůči ose trupu, ve starší době převládaly hornoplošníky, které se dnes vyskytují jednak mezi lehkými turistickými letadly, ultralehkými letadly a naopak u největších transportních letadel. Roli tu hraje jednak možnost postavit křídlo s jedním průběžným nosníkem, ale také snaha dostat křídlo do dostatečné výšky nad nerovnosti terénu, což vyniká ve spojení s nesenými motory. Také hydroplány se konstruují jako hornopološníky kvůli přistávání na vodní hladině. Dnes jsou nejběžnější dolnoplošníky, kde se snáze řeší pevnostní řešení spojení polovin křídla (centroplán) než u třetího typu, středoplošníků.

## Tvar křídel
Křídla mohou být přímá, to jest kolmá k ose letadla, anebo šípovitá, což je výhodné pro vyšší rychlosti. Pro nadzvukové rychlosti se používá křídlo ve tvaru písmene delta, případně se využívá měnitelná geometrie křídla křídel, kdy je možné podle potřeb za letu měnit šípovitost křídla (úhel mezi náběžnými hranami obou polovin křídla). Dojde tak k posuvu aerodynamického těžiště křídla, tak ke změně obtékání profilu (aerodynamickému zeštíhlení). Zároveň se u nadzvukových letounů dostává křídlo z velké části mimo rázovou vlnu.
Půdorysný tvar křídla je silně podmíněn jeho konstrukcí a pevností použitých materiálů. U nejstarších letadel s dřevěnou konstrukcí a plátěným potahem byl tvar nejčastěji obdélníkový, případně se zaobleným koncem křídla. Později se s tvary hodně experimentovalo, dnes jsou celokovová křídla nejčastěji lichoběžníkovitá a velkou roli hraje jejich štíhlost, poměr mezi hloubkou a délkou křídla. S vyšší štíhlostí roste účinné rozpětí křídla, čímž roste jeho účinnost. Vysokou štíhlost potřebují výkonné větroně, protože se tím zvyšuje jejich klouzavost a dosahuje až hodnot přesahujících poměr 50:1. Pro vyšší rychlosti se vesměs užívají křídla šípovitá.

Přímé křídlo
Šípovité křídlo
Křídlo delta
Křídlo s proměnnou geometrií

## Konstrukce křídel
Křídlo má obvykle jeden nebo dva podélné nosníky, často s uzavřeným profilem (obdélník, elipsa, ovál), na něž jsou navlečena příčná žebra, obvykle vylehčená otvory. Žebra vytvářejí příčný profil křídla, který je pro funkci křídla klíčový. Profil se odvíjí od velikosti, rychlosti a účelu křídla. Potah křídel starších letadel býval z lakovaného plátna, překližky, případně ztužené překližky (dřevěný a potahem). Novější konstrukce mívají potah z plechu a ten je na žebra nanýtován. I když je stále nejčastějším materiálem slitina hliníku, nebo pro vyšší tepelné namáhání, zejména náběžných hran titan, novější letadla mají podstatné části křídel vyrobené z kompozitů, tedy uhlíkových, nebo skelných laminátů. Například u větroňů to významně snižuje počty žeber, vytváří skořepinovou skříň a křídlo pak vychází lehčí. Pro potahy křídel nadzvukových letadel se někdy používají díly vyfrézované z plného materiálu, nebo tvarované leptáním. Tím se eliminuje pnutí vytvořené ohybem plechu, které může být, zejména po zahřátí, důvodem deformací, což snižuje jak pevnost tak i tvarovou přesnost.
Kromě vlastní nosné funkce jsou v mnoha konstrukcích křídel umístěné i další části letadel. V křídlech letadel bývají umístěny palivové nádrže. Tím se dosáhne toho, že nedochází při spotřebovávání paliva za letu k výraznému posunu těžiště a nádrže zároveň nezabírají místo v trupu. Pokud mají letadla motory ve křídlech, zkracuje se tak i délka palivového potrubí. I tak mívají ovšem letadla automatické přečerpávací systémy, jimiž se letadlo podélně vyvažuje.
V křídlech bývá často zakomponován podvozek, je tu tedy podvozková šachta a zároveň je využitý nosný systém křídla k přenosu sil podvozku a tím se tedy musí do křídla vejít i mechanismus podvozku včetně mechanismu vysouvání a zatahování.
V náběžných hranách, ale i u pohyblivý částí křídel letadel najdeme také vybavení k odmrazování křídla, je naprosto nezbytné k letu ve velkých výškách, nebo za zhoršených letových podmínek.
Konstrukci křídel komplikuje samozřejmý požadavek, aby se dala poměrně jednoduše a rychle odmontovat, například při přepravě a opravách letadla.

## Pohyblivé části křídel

Řídící plochy na křídle letadla: 1- winglet; 2, 3 – křidélko (aileron) pro nízké a vysoké rychlosti; 4 – podpěry vztlakových klapek; 5 – Krügerova klapka; 6 – sloty; 7, 8 - vztlakové klapky; 9 – spoiler; 10 – aerodynamická brzda

Natáčení letadla kolem jeho podélné osy se zprvu řešilo prostým ohýbáním krajů křídla na koncích lanky. Později vznikla křidélka, která slouží i k vyrovnávání náklonu kolem podélné osy například při přistávání. Protože moderní letadla mají létat vysokou rychlostí a přistávat co nejnižší, mívají celou řadu pohyblivých prvků, které mění profil i jiné aerodynamické vlastnosti křídla. Na náběžné hraně to jsou tak zvané sloty, které vytvářejí štěrbinu před křídlem, mění jeho profil a zvyšují tím vztlak. Štěrbina umožňuje směrované přefouknutí vzduchu ze spodní části křídla na horní a prodlužuje tím oblast laminárního proudění za náběžnou hranou. Pokud jsou pohyblivé, nazývají se slaty (slats). Na odtokové hraně jsou to vztlakové klapky, rovněž užívané při startu a přistání, které podstatně mění profil křídla i úhel náběhu. Na svrchní ploše křídla nad nimi jsou umístěny aerodynamické brzdy a spoilery (rušiče vztlaku), které letadlo v okamžiku přistání brzdí a zároveň zvyšují tlak na podvozek, aby se zajistila účinnost podvozkových brzd a zabránilo smyku. Spoilery se někdy užívají i za letu při strmějším klesání.